# Herrentor
Herrentor ist ein Stadtteil von Emden mit 1.776 Einwohnern, die auf einer Fläche von rund 1,55 km² zusammenleben. Der Stadtteil entstand im Wesentlichen in zwei Phasen während der Weimarer Republik sowie in den ersten Jahrzehnten nach dem Zweiten Weltkrieg. Er ist mit Ausnahme einiger Einzelhandelsbetriebe ein reiner Wohnstandort und befindet sich östlich der Emder Innenstadt. In der an Kanälen und Tiefs reichen Stadt Emden sticht der Stadtteil Herrentor noch dadurch hervor, dass sein bebauter Teil von allen Seiten von Gewässerläufen umschlossen ist.

## Geografie
Begrenzt wird das bebaute Gebiet des Stadtteils im Norden durch den Ems-Jade-Kanal, im Westen und Süden durch das Fehntjer Tief und im Osten durch den Verbindungskanal, der den Ems-Seitenkanal mit dem Ems-Jade-Kanal verbindet und auch das Fehntjer Tief kreuzt. Darüber hinaus gehört zur Gemarkung von Herrentor noch zumeist landwirtschaftlich genutztes Land östlich des bebauten Teils des Stadtteils. Westlich von Herrentor liegt das Emder Stadtzentrum mit dem Stadtteil Klein-Faldern, nördlich und östlich der Stadtteil Wolthusen, südlich die Kolonie Friesland. An der Kesselschleuse stößt Herrentor zudem in einem Punkt an den Stadtteil Groß-Faldern.

## Geschichte
Benannt ist Herrentor nach einem der Emder Stadttore, die früher Durchlässe durch den Emder Wall darstellten.
Das Kerngebiet Herrentors ist umschlossen von drei Kanälen, die allesamt künstlichen Ursprungs sind. Das älteste von ihnen ist das Fehntjer Tief. Beim Fehntjer Tief handelte es sich ursprünglich um die Erweiterung der Flumm, eines natürlichen Flüsschens in der Gemeinde Großefehn. Nach Anlegung des Westgroßefehns durch Emder Bürger im Jahre 1633 wurde die Flumm, die bis dahin in Richtung Oldersum floss, durch einen Kanal ergänzt, der sie direkt mit Emden verband. Von einer Stelle wenige Kilometer nördlich von Oldersum (beim Hof Monnikeborgum) wurde das Tief durch Ausheben künstlich in Richtung Westen, also Emden, verlängert. Dies geschah bereits im 17. Jahrhundert, um den Abtransport des Torfs aus den Fehnen nach Emden zu verbessern. Zwischen Petkum und Herrentor hieß das neu gegrabene Tief zunächst Sägemüllers Tief, später dann im Zuge einer Vereinheitlichung des Gewässernamens einfach Fehntjer Tief. Das Fehntjer Tief endete seither in Emden, der einstmals natürliche Abfluss in Richtung Oldersum heißt seither Oldersumer Sieltief.
Torf spielte seit Jahrhunderten eine wichtige Rolle als Heizmaterial für die Emder, aber auch für die Bewohner der Krummhörn und Hintes. Die Torfschiffe, die die Emder, aber auch die Krummhörner Ortschaften belieferten, mussten dabei zwangsläufig das Fehntjer Tief benutzen und auf den Grachtern in die Innenstadt oder durch sie hindurch fahren. Die Stadt Emden hatte dies bereits spätestens im 19. Jahrhundert als Einnahmequelle erkannt: Sie erhob für die Torfschiffer eine Benutzungsgebühr für die Emder Kanäle (für die Durchfahrt) und zudem eine Akzise für die Anlieferung nach Emden. Die Gebühr für die Kanalbenutzung wurde auch dann fällig, wenn die Fehnschiffer nicht nach Emden lieferten, sondern Torf in die Dörfer der Krummhörn und der heutigen Gemeinde Hinte brachten. Die entsprechende Hebestelle befand sich bis zur Aufgabe derselben in den 1930er-Jahren an der Herrentorbrücke. Auf ihrer Rückfahrt in die Fehnsiedlungen nahmen die Torfschiffer oftmals Abfälle wie Gassenkot, Fäkalien, Asche und Überreste von Schlachtvieh mit. Mit diesen Materialien wurden die abgetorften Flächen der Fehnsiedlungen gedüngt. Der entsprechende Abfallplatz der Stadt Emden, an dem die Fehnschiffer das Material aufsammelten, befand sich nur wenig außerhalb der Herrentorbrücke am Fehntjer Tief. Für die Mitnahme der Abfälle der Stadt Emden hatten die Fehnschiffer eine weitere Abgabe an die Stadt zu zahlen.
Zwischen 1880 und 1888 wurde der Ems-Jade-Kanal gebaut, der die Verbindung zwischen Emden und Wilhelmshaven sicherstellte und zugleich der Entwässerung des Inneren Ostfrieslands diente. Er bildet die nördliche Grenze des Stadtteils Herrentor. Um den Kanal mit den bereits bestehenden Kanälen (Stadtgraben vor dem Wall, Fehntjer Tief) zu verbinden, wurde die Kesselschleuse gebaut.
Am Ende des 19. Jahrhunderts und zu Beginn des 20. Jahrhunderts sann man in Emden über den Bau einer Umgehungsbahn um die Stadt herum nach. Sie sollte etwa in Höhe der Kolonie Friesland abzweigen und nordöstlich um die Stadt herumführen, um schließlich wieder zur Ostfriesischen Küstenbahn etwa in Höhe des Stadtteils Harsweg zu gelangen. Dafür wurden bis dahin wenige Vorbauten errichtet. Dazu zählen die Brückenpfeiler für die Brücke, die den Ems-Jade-Kanal überqueren sollte. Sie sind noch heute auf dem Herrentor-Ufer und dem Wolthuser Ufer des Ems-Jade-Kanals (etwa in Höhe der Sportplätze) zu sehen.
Über den Verbindungskanal führt eine Fußgängerbrücke, die in früheren Zeiten der Höhe der Masten für den Schiffsverkehr zwischen den Fehnen und Emden angepasst war.
Herrentor ist in puncto Besiedlung einer der jüngeren Stadtteile Emdens. Die Besiedlung begann im Wesentlichen zur Zeit der Weimarer Republik, als Siedlungshäuser an der Danziger Straße und der Memeler Straße entstanden. Benannt wurden die Straßen nach Danzig und Memel, also zwei Städten, die das Deutsche Reich nach dem Ersten Weltkrieg abtreten musste: Danzig wurde freie Stadt, Memel an das neu entstandene Litauen abgegeben. Bei diesen Gebäuden handelte es sich um Mehrparteienhäuser.
Während der NS-Diktatur entstand im Stadtteil einer von insgesamt 35 größeren Luftschutzbunkern im Emder Stadtgebiet. Der Bunker an der Hamhuser Straße wurde am 31. Juli 1942 fertiggestellt. Im Gegensatz zu den meisten Bunkern Emdens, die aufgrund des nachgiebigen Marschbodens als Pfahlgründungen entstanden, war der Bunker Hamhuser Straße eine Flachgründung. Der Bunker fasste laut Planung 741 Menschen; allerdings waren die Bunker Emdens oftmals auch deutlich stärker belegt, weshalb Emden als einzige Stadt Deutschlands galt, in der sämtliche Bewohner während des Luftkriegs unterkommen konnten. An der Hamhuser Straße befand sich auch ein Zwangs- und Fremdarbeiter-Lager derjenigen Menschen, die den Bunker an der Hamhuser Straße bauten. Nach dem Krieg wurde der Bunker von der Emder Teehandelsfirma Thiele & Freese (Thiele Tee) als Lagerraum genutzt, später diente er – wie mehrere andere Emder Bunker auch – Musikgruppen als Übungsraum.
Der Großteil des Stadtteils entstand in den ersten beiden Jahrzehnten nach dem Zweiten Weltkrieg, als die Stadt Vertriebene aus den ehemaligen Ostgebieten des Deutschen Reiches aufnahm und nach und nach Neubauten für diese sowie für die ausgebombte, bereits vorher ortsansässige Einwohnerschaft aufgebaut wurden. Die meisten Straßennamen erinnern daher an Städte in den ehemaligen Ostgebieten wie Königsberg, Thorn und Tilsit, weshalb über mehrere Jahrzehnte auch der Name Ostpreußenviertel als synonym für den Stadtteil gebraucht wurde. Eine Ausnahme bildet die Hamhuser Straße, die eine der Hauptverkehrsstraßen in dem Stadtteil ist: Sie ist nach einer Wüstung namens Hamhusen benannt, die sich im Spätmittelalter südöstlich von Emden befand und noch bis 1595 in Karten erwähnt wurde. Ein Großteil der Bebauung jener Tage bestand aus Werkswohnungen der Nordseewerke.

## Bauwerke

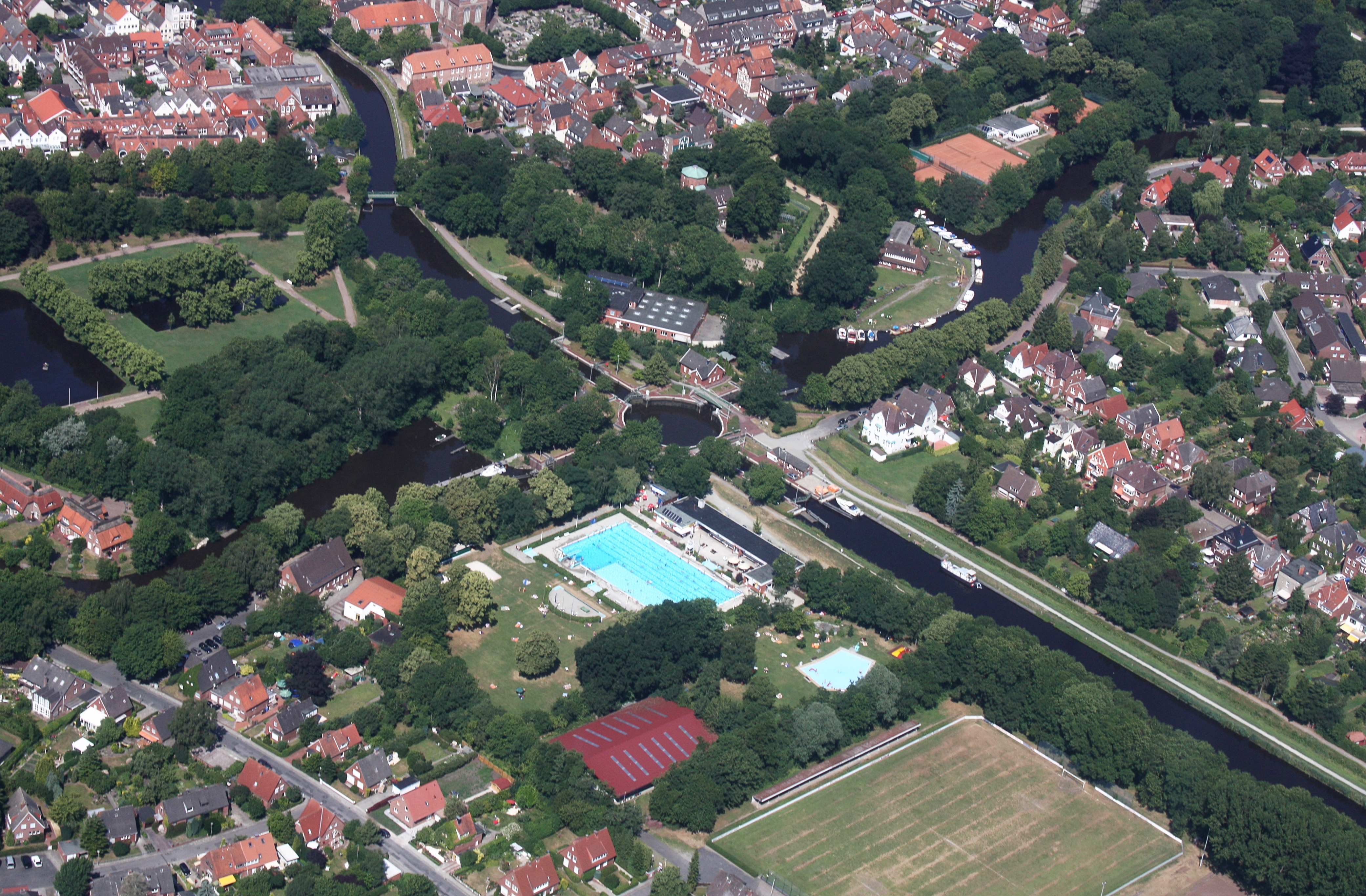
Kesselschleuse mit Rotem Siel (links oben), Stadtgraben (rechts oben), Ems-Jade-Kanal (rechts unten) und Fehntjer Tief (links unten)

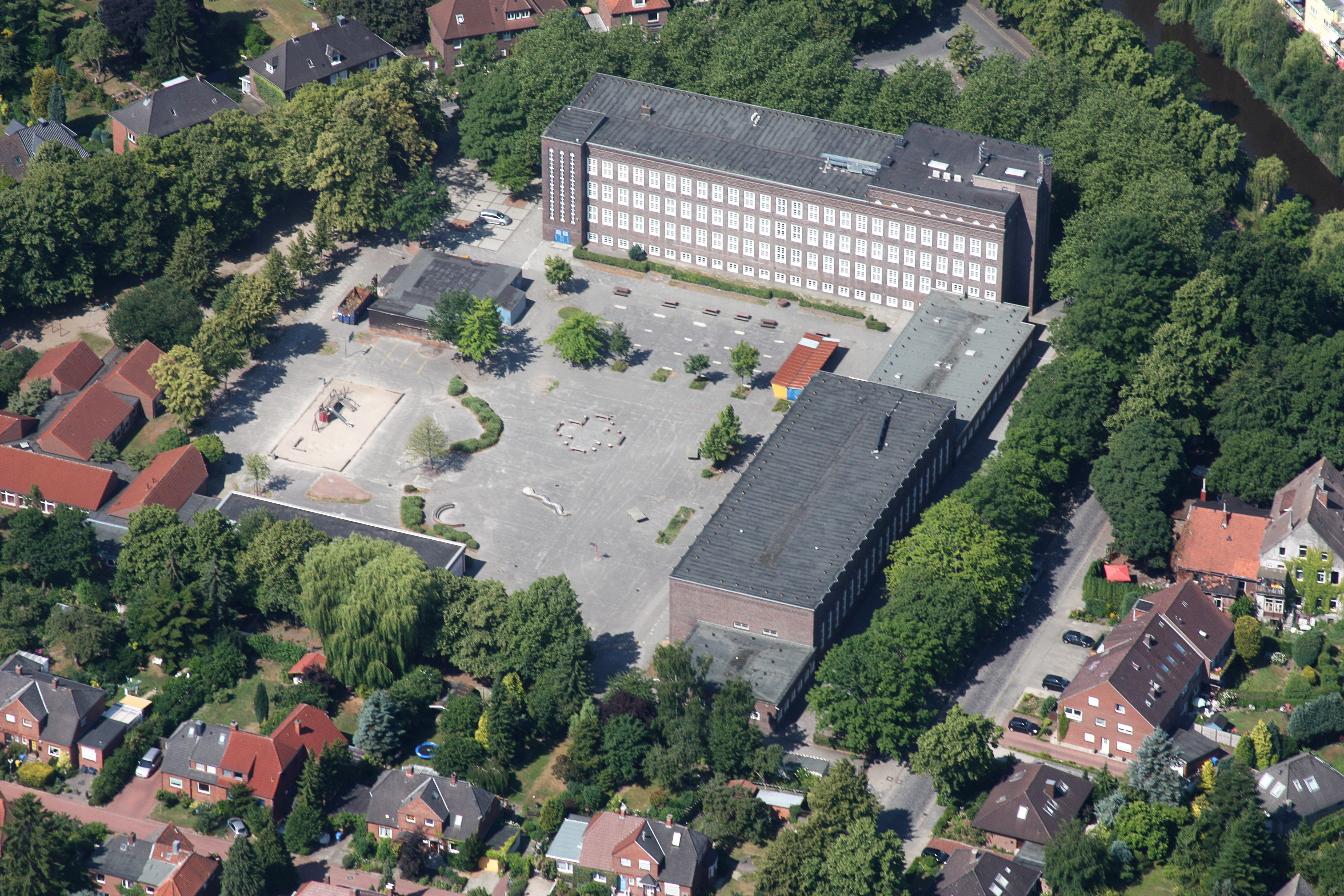
Herrentorschule (erbaut 1930)

Im Stadtteil befindet sich die 1930 erbaute, unter Denkmalschutz stehende Realschule Herrentor. Sie wurde im Stil des Backsteinexpressionismus in der Spätphase der Weimarer Republik errichtet und gilt als architektonisch gelungenes Beispiel dieser Epoche der Emder Stadtbaugeschichte. Besonders die Verwendung ungleichmäßig gebrannter, zumeist dunkler Klinker ergibt optisch überraschende Wirkungen. Auch die dem Stile der Zeit entsprechenden Verzierungsdetails ragen heraus, ebenso „farbige Mauerfugen (…), geometrische Muster in den Fenstern der Treppenaufgänge, die klar gegliederten Baukörper und nicht zuletzt das Türmchen mit der Uhr.“ Anlässlich der Eröffnung der Schule lobte der Oberbürgermeister Wilhelm Mützelburg den Stadtbaurat Reinhold Haasis: „Da es sich um ein Werk der Baukunst handelt, gebührt der erste Dank dem Baumeister. Sie haben, sehr verehrter Herr Senator Haasis, mit diesem stolzen Gebäude ein Werk geschaffen, das dem ganzen Stadtbild eine neue Note hinzufügt. Weithin seine Umgebung beherrschend, reiht es sich würdig an die hervorragendsten Baudenkmäler unserer Stadt und wird noch späteren Geschlechtern Zeugnis ablegen von der Schaffenskraft eines Stadtbaumeisters unserer Tage.“
Am nordwestlichen Rand des Stadtteils liegt die ebenfalls unter Denkmalschutz stehende Kesselschleuse. Auch die Jugendherberge der Stadt befindet sich in Herrentor, nahe der Kesselschleuse.

## Sport
Bemerkenswert ist die Konzentration von alteingesessenen Sportvereinen in diesem Stadtteil mit knapp 2000 Einwohnern: Neben dem 1919 gegründeten Verein Spiel und Sport Emden (SuS) lag die Sportanlage des VfB Stern Emden (gegründet 1921) im Stadtteil. Aufgrund einer schwindenden Mitgliederzahl sah sich Stern allerdings gezwungen, sich mit einem anderen Sportclub zu vereinigen. Nachdem Gespräche mit dem Nachbarn und Rivalen SuS gescheitert waren, fusionierte Stern stattdessen mit dem SV Amisia Wolthusen aus dem benachbarten Stadtteil zum SV Amisia Stern Wolthusen. Das Gelände eines der ältesten Sportvereine Emdens, des Arbeitersportvereins Freie Turnerschaft (19)03, befindet sich zudem unmittelbar südlich des Stadtteils, wird aber geografisch von der Emder Stadtverwaltung zum Nachbarstadtteil Friesland gezählt. Alle drei sind im Wesentlichen Fußballvereine. Weiterhin hat der Rollsportclub Emden sein Vereinsgelände in Herrentor. Direkt neben der Kesselschleuse befindet sich das van Ameren-Bad, ein Freibad, das von einem privaten Trägerverein betrieben wird, nachdem die Stadt Emden in den frühen 1990er Jahren angekündigt hatte, die Finanzierung des Schwimmbetriebs nicht weiter zu übernehmen. In dem Stadtteil befindet sich außerdem das Zentrum des Bezirksfischereiverbandes für Ostfriesland (BVO).

## Wirtschaft und Verkehr
Herrentor ist eine geplante Wohnsiedlung und kaum mit Wirtschaftsbetrieben besetzt. Ausnahmen bilden wenige Einzelhändler, die sich im Stadtteil angesiedelt haben. Die meisten Bewohner verdienen ihren Lebensunterhalt daher in Betrieben in anderen Stadtteilen.
Die straßenverkehrliche Anbindung an das Emder Stadtzentrum erfolgt einzig über die Straße Am Herrentor, an die sich in östlicher Richtung (also im bebauten Gebiet) drei Straßen anschließen, die als Hauptverkehrsstraßen dienen und den Verkehr sammeln: die Hamhuser, Thorner und Königsberger Straße. Die anderen Straßen in Herrentor sind zumeist Querstraßen dieser drei Hauptverkehrswege. Die Hamhuser Straße verläuft über den Verbindungskanal in östlicher Richtung und führt in ein zumeist landwirtschaftlich genutztes Gebiet, das an den Stadtteil Wolthusen angrenzt.
Neben der Straße Am Herrentor führen lediglich die Hamhuser Straße östlich über den Verbindungskanal sowie die Braunsberger Straße über das Fehntjer Tief in den Nachbarstadtteil Klein-Faldern aus dem von allen Seiten mit Kanälen umgebenen Stadtteil hinaus. Die Hamhuser Straße ist in ihrem oberen Verlauf eine Nebenstraße und führt in die ländliche Gemarkung Herrentors sowie in den Ortskern von Wolthusen. Aufgrund des sehr einfach gehaltenen Ausbauzustands kann sie jedoch nicht als Verbindungsstraße gelten. Die Braunsberger Straße endet als Sackgasse und dient somit nur als Rad- und Fußweg in den Nachbarstadtteil Klein-Faldern. Verbindungen für Radfahrer und Fußgänger führen auch in andere Stadtteile: Groß-Faldern und Wolthusen können über die Kesselschleuse erreicht werden.
Der Stadtteil wird von einer der Buslinien bedient, die das Emder Stadtgebiet durchqueren: Die Linie 5 verbindet Herrentor mit dem Stadtzentrum und dem Hauptbahnhof. Sie verkehrt durchgehend stündlich.
Die Verbindungsschleuse am Verbindungskanal hat für die Sportschifffahrt große Bedeutung, stellt sie doch die Verbindung zwischen dem Ems-Seitenkanal und dem Ems-Jade-Kanal dar. Sie wird heute von der Frachtschifffahrt nicht mehr genutzt, umso mehr jedoch von der Sportschifffahrt auf dem ostfriesischen Kanalnetz.